# Li Xiaoyong
Li Xiaoyong (李曉勇S, Lǐ XiǎoyǒngP; Fengcheng, 28 novembre 1969) è un ex cestista cinese.

## Carriera
In carriera ha militato nei Liaoning Hunters. Con la Cina ha disputato i Giochi della XXVI Olimpiade e quelli della XXVII Olimpiade.